# Amphibolurus burnsi
Amphibolurus burnsi — вид ігуаноподібних ящірок родини агамових (Agamidae). Ендемік Австралії.

## Поширення і екологія
Amphibolurus burnsi мешкають на півдні Квінсленду та на півночі Нового Південного Уельсу, на захід від Великого Вододільного хребта. Вони живуть на узліссях лісів і рідколісь, часто на берегах великих річок. Ведуть денний, напівдеревний спосіб життя. Відкладають яйця, в кладці в середньому 8,8 яйця.